# Heinkel He 274
Хейнкель He 274 (нем. Heinkel He 274) — немецкий высотный тяжёлый бомбардировщик.

## История создания
Имперское министерство авиации сделало заказ на создание высотного бомбардировщика. Heinkel He 274 фактически являлся модернизированной версией Heinkel He 177. Самолёт разрабатывался в конструкторском бюро фирмы SAUF (вновь учреждённая в 1941 году компания «Фарман»). Сборка двух He 274 началась в 1943 году в Сюрене.
Hе 274 V1 был готов к полету в июле 1944 года, но наступление союзников заставило эвакуировать сотрудников Heinkel. Hекоторые трудности задержали на несколько недель лётные испытания и транспортировку самолёта в Германию. В результате двигатели были подорваны зарядами взрывчатки, после чего немцы, захватив все чертежи, бежали.
После освобождения союзники приступили к ремонту самолёта, получившего незначительные повреждения планёра. Двигатели нашли на другом заводе. Ремонт проводился компанией AAS (Ateliers Aéronautiques de Suresnes) Первый полет состоялся в декабре 1945 года в Орлеане. Летные испытания были продолжены в Бретиньи-сюр-Орж. В основном оценивалась гермокабина. Несколько последующих лет самолёт использовался ВВС Франции в качестве летающей лаборатории. Позже V1 был переименован в ААС 01А, а He 274 V2 — в AAS 01B (он получил турбокомпрессоры Heinkel-Hirth 2291). Первый полёт 01B состоялся 27 декабря 1947 года. К тому моменту AAS была поглощена конгломератом SNCASO. При помощи 01A и 01B испытывались, в частности, французские самолёты Sud-Ouest SO.4000 M.1, Leduc 0.10 и Leduc 0.16. В 1953 году самолёт был сдан на лом. Как лабораторию его заменил несколько менее мощный SE.161 Languedoc.

## Описание
Крыло Hе 274 имело двухсекционный центроплан с консолями. Между лонжеронами располагались четыре топливных бака (два в центроплане и два в консолях) общей емкостью 4400 литров и маслобаки для двигателей. Фюзеляж имел полумонококовую конструкцию с поперечными шпангоутами, продольными стрингерами и несколькими лонжеронами. Сразу за гермокабиной находился бак на 1500 литров и два бомбоотсека. В одном из них для дальних полетов можно было установить дополнительный 1900 литров бак, что вместе с двумя 1000 литров баками в хвостовой части обеспечивало общую емкость в 10000 литров при двух тоннах бомбовой нагрузки. Экипаж Hе 274 планировался из четырёх человек: двух пилотов, сидящих вместе, штурмана-бомбардира и радиста за ними.

## Лётно-технические характеристики (He 274 V1)
Технические характеристики
- Экипаж: 4 (пилот, второй пилот/штурман/бомбардир и 2 стрелка)
- Длина: 23,80 м
- Размах крыла: 44,20 м
- Высота: 5,50 м
- Площадь крыла: 170,00 м²
- Масса пустого: 21 320 кг
- Нормальная взлётная масса: 36 000 кг
- Максимальная взлётная масса: 38 000 кг
- Силовая установка: 4 × инвертированный V-образный 12-цилиндровый Daimler-Benz DB 603 A
- Мощность двигателей: 4 × 1 726 л.с. (4 × 1 287 кВт)

Лётные характеристики
- Максимальная скорость: 430 км/ч (у земли), 500 на 5700 м, 575 на высоте 11000 м
- Практическая дальность: 4 225 км
- Практический потолок: 14 300 м
- Скороподъёмность: 240 м/мин

Вооружение
- Стрелково-пушечное: 5 × 13-мм пулемётов MG 131: 1 в носовой части, по 2 × МG-131 в верхней и нижней точках на дистанционно управляемых установках FDL 131Z
- Бомбы: до 4000 кг в двух бомбоотсеках

## Эксплуатанты
Франция
- Armée de l'Air (в качестве летающей лаборатории)